# Another Eden
Another Eden — компьютерная ролевая игра, разработанная и изданная Wright Flyer Studios для iOS и Android 12 апреля 2017 года. Основной элемент игры — путешествия во времени. Часть сценария для игры написана Масато Като; часть музыкального сопровождения создал Ясунори Мицуда.

## Сюжет
Основными героями игры являются Альдо и его сестра Фин. Царь демонов пытается пробудить и использовать спящие способности Фин, чтобы стереть людей с лица земли. В тот момент, когда главному герою не удаётся спасти Фин, в воздухе возникает разлом пространства-времени, и Альдо уносит на 800 лет в будущее…